# Lafage-sur-Sombre
 Lafage-sur-Sombre  là một xã thuộc tỉnh Corrèze trong vùng Nouvelle-Aquitaine miền trung Pháp.